# عمر صادق
عمر صادق (بالإنجليزية: Sadiq Umar)‏ (19 أكتوبر 1997 كادونا نيجيريا - ) هو لاعب كرة قدم نيجيري، يلعب كمهاجم، شارك في كرة القدم في الألعاب الأولمبية الصيفية 2016.

## وصلات خارجية
عمر صادق على موقع الاتحاد الأوربي (الإنجليزية)
- عمر صادق على موقع إي إس بي إن إف سي (الإنجليزية)
- عمر صادق على موقع قاعدة بيانات كرة القدم.إي يو (الإنجليزية)
- عمر صادق على موقع ليكيب (الفرنسية)
- عمر صادق على موقع ناشيونال فوتبول تيمز (الإنجليزية)
- عمر صادق على موقع Soccerbase.com (لاعب) (الإنجليزية)
- عمر صادق على موقع Soccerway.com (الإنجليزية)
- عمر صادق على موقع عالم كرة القدم.نت (الإنجليزية)
- عمر صادق على موقع أوليمبيديا (الإنجليزية)
- عمر صادق على موقع AS.com (الإسبانية)